# Amphiura ungulata
Amphiura ungulata är en ormstjärneart som beskrevs av Madsen 1970. Amphiura ungulata ingår i släktet Amphiura och familjen trådormstjärnor. Inga underarter finns listade i Catalogue of Life.